# 徳丸友紀 (アナウンサー)
徳丸 友紀（とくまる ゆき、1月1日 - ）は、日本のフリーアナウンサーである。

## 来歴・人物
- 所属事務所はタイムリーオフィス。元TCP Artist所属。
- 元ジェイコム東上の契約アナウンサー。
- 京都府京都市出身。

## 出演番組
- J:COM東上 - ペット番組「ウチの子いちばん」リポーター
- J:COM相模原・大和 - 「HOMETOWN」リポーター
- すまいるエフエム
  - 「徳丸友紀のはんなりほっこりん」パーソナリティー（毎週火曜日21:00-21:30）
  - 「ライラックスの『リラックス歌謡曲』」アシスタント（毎週土曜日17:00-17:30）
- エフエム戸塚
  - 「徳丸友紀のサンシャインBreeze」パーソナリティー（毎週木曜日10:00-10:55）

## 過去の出演CM
- テレビCM「サクマオート」